# Night Warning
Night Warning (znany także pod alternatywnymi tytułami: Butcher Baker Nightmare Maker, Momma's Boy, Nightmare Maker, Thrilled to Death i The Evil Protege) – filmowy horror produkcji amerykańskiej z 1982 roku, wpisujący się w nurt exploitation oraz podgatunek slasher. Był nominowany przez Academy of Science Fiction, Fantasy & Horror Films do nagrody Saturna jako najlepszy film niskobudżetowy.
Ze względu na kontrowersyjność (m.in. tematyczną – kazirodztwo, homofobia etc.) film trafił na listę „video nasty”.